# انقلاب نوفمبر 1966 في بوروندي
في 26 نوفمبر 1966، قام ميشيل ميكومبيرو، رئيس وزراء بوروندي البالغ من العمر 26 عامًا، بانقلاب عسكري أطاح فيه بملك بوروندي البالغ من العمر 19 عامًا، نتاري الخامس. كان نتاري خارج البلاد في ذلك الوقت ونجح قادة الانقلاب بسرعة في السيطرة. أعلن ميكومبيرو نهاية النظام الملكي وأصبحت مملكة بوروندي جمهورية مع ميكومبيرو كأول رئيس لها.

## خلفية
كان انقلاب نوفمبر 1966 آخر ثلاثة انقلابات وقعت في بوروندي خلال عامي 1965 و1966. جاءت الانقلابات السابقة (أكتوبر 1965 ويوليو 1966) في أعقاب اغتيال رئيس وزراء البلاد، بيير نجنداندوموي في 15 يناير 1965، وأول انتخابات برلمانية في البلاد في مايو 1965.

## بعد الانقلاب
كان انقلاب نوفمبر 1966 ثالث انقلاب بوروندي في 13 شهرًا، وحكم ميكومبيرو، وهو من التوتسي، البلاد على مدى السنوات العشر التالية، بما في ذلك خلال فترة «إيكيزا» (Ikiza)، أول إبادة جماعية في بوروندي في عام 1972. تمت الإطاحة بميكومبيرو في النهاية خلال انقلاب 1976.